# Liste der Monuments historiques in Houplines
Die Liste der Monuments historiques in Houplines führt die Monuments historiques in der französischen Gemeinde Houplines auf.

## Liste der Objekte
| Bezeichnung        | Beschreibung                   | Standort                           | Kennzeichnung | Schutzstatus | Datum | Bild |
| ------------------ | ------------------------------ | ---------------------------------- | ------------- | ------------ | ----- | ---- |
| Zwei Kerzenständer | Schmiedeeisen, 17. Jahrhundert | in der Kirche Ste-Anastasie (Lage) | PM59007653    | Inscrit      | 1973  |      |